# Bats – Fliegende Teufel
Bats – Fliegende Teufel ist ein US-amerikanischer Tierhorrorfilm von Louis Morneau aus dem Jahr 1999, für den John Logan das Drehbuch verfasste. Kinostart war in den USA am 22. Oktober 1999, am 4. Mai des Folgejahres kam der Film dann in die deutschen Kinos.

## Handlung
Der Biologe Dr. McCabe macht innerhalb einer makabren Versuchsreihe aus friedlichen, pflanzenfressenden Graukopf-Flughunden hochintelligente, aber aggressive Allesfresser. Nachdem zwei der Tiere entkommen können, werden die Einwohner der amerikanischen Kleinstadt Gallup nach Sonnenuntergang wiederholt von Fledermäusen angegriffen. In ihrer Hilflosigkeit rufen die Behörden die Zoologin Sheila Casper zu Hilfe. Gemeinsam mit ihrem Assistenten Jimmy, Sheriff Emmett Kimsey und Dr. McCabe sucht sie nach Lösungen. Sheila lässt Fangnetze vor potenziellen Brutstätten spannen. Eines der Tiere versieht sie mit einem Peilsender und lässt es frei. Doch die Meute tötet ihren Artgenossen, noch bevor er die Höhle erreicht, um das Aufspüren ihrer Behausung durch die Wissenschaftlerin zu verhindern.
Mit Hilfe eines militärischen Spionagesatelliten kann das Team die Tiere in einem stillgelegten Bergwerk südlich der Stadt orten. Sheila erwägt die Tiere dort durch Absenken der Temperatur zu töten und fordert ein Kühlaggregat entsprechender Größe an. Soldaten verbringen das Gerät in die Mine, werden aber durch Flughundattacken daran gehindert es in Gang zu setzen.
Die Militärführung greift nun zum letzten Mittel. Eine Jagdstaffel ist im Anmarsch und will die Mine sprengen. Da Sheila weiß, dass die Tiere dies überleben würden, steigt sie unter Missachtung einer militärischen Anordnung zusammen mit Sheriff Kimsey in die Mine und aktiviert die bereits vor Ort gebrachte Kältemaschine. Natürlich bleibt diese Aktion von den Flughunden nicht unbemerkt. Die gereizten Tiere greifen ihre Widersacher an. Sheila und Kimsey können sich jedoch gerade noch rechtzeitig an die Erdoberfläche retten, bevor Jimmy den einzigen Zugang zu Mine sprengt und somit den aggressiven Biestern den Weg nach draußen versperrt.

## Hintergrund
Das Budget wurde auf 6,5 Mio. US-Dollar geschätzt. Dem gegenüber stehen Einnahmen von 10.155.690 US-Dollar.
Der Film wurde in dem Zeitraum vom 23. November 1998 bis 8. Mai 1999 gedreht. Alle nachfolgenden Drehorte befinden sich im US-Bundesstaat Utah. Das Schulgebäude, das Leichenschauhaus und das Büro des Sheriffs befinden sich in der Stadt American Fork. Die Sprengung der Fledermaushöhle wurde in Genola gedreht, die Straßen- und Ladenszenen in Magna. Die Mine befindet sich in Park City.
Für die Dreharbeiten wurden zwei lebende Fledermäuse aus Indonesien und 250 elektronisch steuerbare Nachbildungen verwendet.
Mit Bats 2: Blutige Ernte entstand 2007 eine Fortsetzung, die direkt für das Fernsehen produziert wurde.

## Kritiken
„Uninspiriertes, spannungsloses B-Picture mit schwachen Spezialeffekten, das die Probleme von unkontrollierter Forschung und moderner Massenvernichtungsmittel nicht einmal anreißt.“

„Die Figuren werden immer ins harte Seitenlicht oder ins dezente Licht von Unten gesetzt, um die Atmosphäre des Unheimlichen wirklich auf die Spitze zu treiben. Dabei dürfen sie mit wissenschaftlicher Seriosität, Akribie und Korrektheit über die phantastischsten Szenerien diskutieren. […] Wer Horrorfilme Filme mag, wird vermutlich seinen Spaß haben. Morneau zeigt Mut, wenn er nach Scream weiterhin alle Konventionen seines Genres erfüllt. Und naturwissenschaftlich wertvoll ist der Film allemal.“

„Das Hauptproblem dieser Horrorrezitation ist indessen, dass sie sich fast eisern ernst nimmt. Allein die witzige Schlussszene kokettiert drei Sekunden lang ironisch mit dem, was sich eineinhalb Stunden ernsthaft verkauft wissen möchte. Für Fans der abgeschmackten Schemata noch zu tolerieren, weil phasenweise leidlich unterhaltsam.“

„Bats weist nicht einmal einen Hauch von Atmosphäre auf, weder in der Kameraführung, noch im Schnitt oder der Inszenierung. […] Spannung kommt bei dem vorhersehbaren Chaos höchstens beim Showdown in einer stillgelegten Mine auf. Ansonsten meint der Regisseur, auf heftigstes Kameragewackel während der Fledermausattacken nicht verzichten zu können. In diesen Momenten sieht man dann so gut wie gar nichts, nur noch flatternde Schatten der computergenerierten Wesen. […] Leider ist der Film weder eine Parodie noch trashig genug, um schon wieder richtig lustig zu sein.“